# 粗糙马尾杉
粗糙马尾杉（学名：[Phlegmariurus squarrosus] 错误：{{Lang}}：文本有斜体标记（帮助）），为石杉科马尾杉属下的一个植物种。